# YAH-63

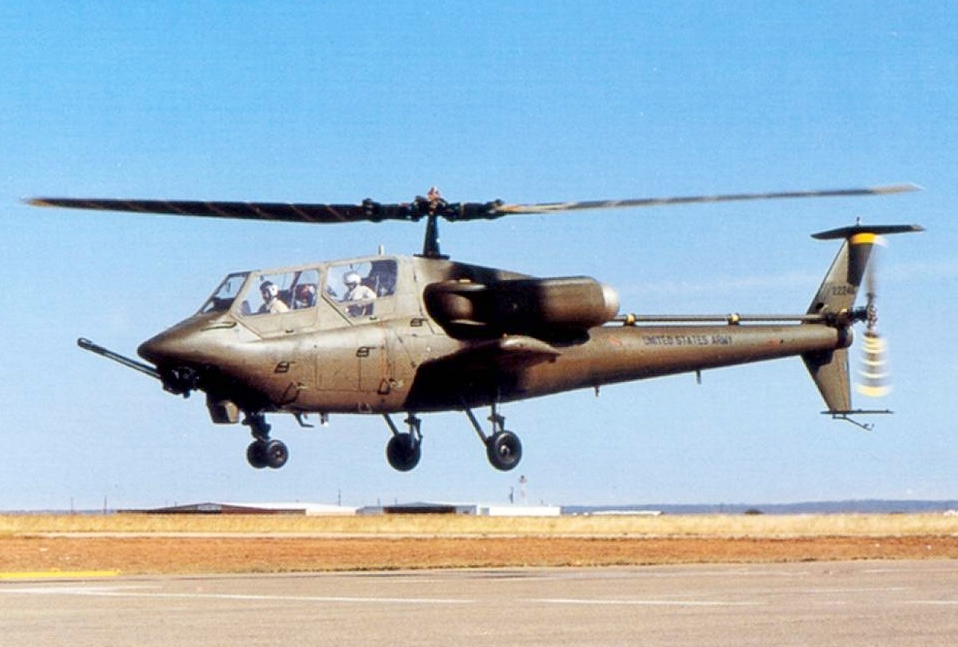

YAH-63(Bell YAH-63)는 미국 벨사가 제안한 차세대 공격헬기로 YAH-64와 경합하여 탈락한 기체이다. YAH-64는 기술인증 시험기 'Y'를 뺀 AH-64로 제식화되었다.

## 같이 보기
- AH-1 코브라
- AH-1W 슈퍼코브라
- AH-64 아파치